# Đảo Vize
Đảo Vize hay Zemlya Vize (79°30′B 76°59′Đ / 79,5°B 76,983°Đ) là một hòn đảo có diện tích 288 km² ở phía Bắc biển Kara. Địa hình của đảo là dạng bình nguyên với các ngọn đồi không lớn, độ cao tối đa là 22 m trên mực nước biển. Về mặt địa chất, đảo Vize là đảo cát và đất sét. Về mặt hành chính, đảo Vize thuộc quyền quản lý của vùng Krasnoyarsk, một đơn vị cấp tỉnh của Nga.
Khí hậu trên đảo cực kỳ khắc nghiệt với nhiệt độ trung bình hàng năm đo tại trạm khí tượng là -13,6 °C, nhiệt độ trung bình các tháng ấm nhất (tháng 7) cũng chỉ khoảng 0,5 °C và một phần của đảo lộ ra dưới các lớp băng và tuyết còn nhiệt độ trung bình các tháng lạnh nhất (tháng 3) đạt -26,9 °C. Nó thường xuyên bị các trận bão băng hay bão tuyết mạnh tàn phá, nhưng không có sông băng. Đảo này là một hoang mạc Bắc cực, chỉ thỉnh thoảng mới thấy xuất hiện một vài dạng địa y trong kiểu thảm thực vật lãnh nguyên. Nhiệt độ thấp nhất theo quan sát nhiều năm là −52 °С, lượng giáng thủy trung bình năm là 242 mm, chủ yếu là tuyết. Độ ẩm tương đối của không khí là 90 %. Hướng gió chủ đạo là gió đông nam với vận tốc trung bình đạt 6,4 m/s. Lớp tuyết che phủ bền vững hình thành vào khoảng giữa tháng 9 (khoảng 13 tháng 9), kết thúc tan chảy vào cuối tháng 6 (khoảng 26 tháng 6). Mùa hè ngắn và lạnh. Đảo gần nhất là đảo Ushakov, cách đó khoảng 140 km về phía bắc.
Đảo này đáng chú ý vì lịch sử phát hiện ra nó.
Trong thập niên 1910, tàu buồm "Thánh Anna" dưới sự chỉ huy của Georgy Lvovich Brusilov bị trôi dạt trong biển Kara. Năm 1914 tàu chìm, nhưng hoa tiêu trưởng Valerian Ivanovich Albanov đã mang được nhật ký tàu về đất liền.
Năm 1924 nhà hải dương học Liên Xô (đồng thời là nhà khí tượng học và nhà nghiên cứu vùng cực)  Vladimir Yulevich Vize đã nghiên cứu kỹ lưỡng đường trôi dạt của tàu bị kẹp chặt trong băng. Theo các dị thường phát hiện được trong dòng hải lưu và đường di chuyển của khối băng ông đã đề xuất rằng nguyên nhân của điều này là do sự tồn tại của một hòn đảo và ông đã đưa ra tọa độ cực kỳ chính xác của nó, dựa trên các dữ liệu do Valerian Ivanovich Albanov cung cấp. Ngày 13 tháng 8 năm 1930, trên tàu phá băng Georgy Sedov, Vize, một thành viên của đoàn thám hiểm do Otto Yulievich Schmidt chỉ huy, là người đầu tiên đặt chân lên hòn đảo mà ông là người về mặt lý thuyết đã chỉ ra sự tồn tại của nó.
Từ ngày 1 tháng 11 năm 1945 trên bờ phía nam hòn đảo người ta đã lập một trạm khí tượng vùng cực, nó cũng là một trong những trạm khí tượng xa nhất về phía bắc trên thế giới. Không có dân cư sinh sống thường xuyên trên đảo.